# Szojuz TMA–4
A Szojuz TMA–4 a Szojuz–TMA orosz háromszemélyes űrhajó űrrepülése volt 2004-ben. A 24. emberes repülés a Nemzetközi Űrállomásra.

## Küldetés
Hosszú távú cserelegénységet szállított a Nemzetközi Űrállomás fedélzetére. A tudományos és kísérleti feladatokon túl az űrhajók cseréje volt szükségszerű.

## Jellemzői
2004. április 19-én a Bajkonuri űrrepülőtér indítóállomásról egy Szojuz–FG juttatta Föld körüli, közeli körpályára. Több pályamódosítást követően április 21-én a Nemzetközi Űrállomást automatikus vezérléssel megközelítette, majd sikeresen dokkolt. Az orbitális egység pályája 88,7 perces, 51,7 fokos hajlásszögű, elliptikus pálya perigeuma 200 kilométer, apogeuma 252 kilométer volt.
Az időszakos karbantartó munkálatok mellett elvégezték az előírt kutatási, kísérleti és tudományos feladatokat. A DELTA elnevezésű küldetés alatt Kuipers elvégzett 21 kísérletet az élettan, biológia, mikrobiológia,  orvostudomány, technológiai kutatás, fizikai kutatás területén. Négy űrsétát végeztek. Az első űrsétát 14 perc után, oxigénvesztés miatt félbeszakították. Fogadták a teherűrhajókat (M1–11, M–49), kirámolták a szállítmányokat, illetve bepakolták a keletkezett hulladékot.
2004. október 24-én Arkalik városától 89 kilométerre északkeletre ért földet, hagyományos visszatéréssel. Összesen 187 napot, 21 órát, 16 percet töltött a világűrben. 2951 alkalommal kerülte meg a Földet.

## Személyzet

### Felszállásnál
- Gennagyij Ivanovics Padalka parancsnok
- Edward Michael Fincke fedélzeti mérnök
- André Kuipers fedélzeti mérnök

### Leszálláskor
- Gennagyij Ivanovics Padalka parancsnok
- Edward Michael Fincke fedélzeti mérnök
- Jurij Georgijevics Sargin fedélzeti mérnök

### Tartalék személyzet
- Szalizsan Sakirovics Saripov parancsnok
- Gerhard Thiele fedélzeti mérnök
- Leroy Chiao fedélzeti mérnök